# La locura de Dios
La locura de Dios es una obra del año 1998 de Juan Miguel Aguilera, galardonada al año siguiente con el premio Ignotus a la mejor novela de la Asociación Española de Fantasía, Ciencia Ficción y Terror, además del Premio Imaginales (2002) a la mejor obra traducida extranjera en Francia y el premio Premio Bob-Morane (2002) en Bélgica.
La historia del libro es un recorrido en el siglo XIV con el protagonista Ramon Llull -alias el Doctor Iluminado- a una expedición de Almogávares en búsqueda del "Reino del Preste Juan", con sus riquezas e inmortalidad.

## La historia
Describiendo a los almogávares en el marco de su época, el Medioevo, siendo los mercenarios y conviviendo en la misma era con los templarios. Las memorias nos conducen a la máxima expansión de la corona de Aragón con el asalto de los almogávares y Roger de Flor a Constantinopla y la cercana Anatolia.
En la historia podemos encontrar batallas épicas, seres fantásticos, la visión científica de Ramón Llul y su lucha entre la verdad de Dios y ésta.